# Eric Vaarzon Morel
Eric Vaarzon Morel (Amsterdam, 1961), achterkleinzoon van kunstschilder Willem Vaarzon Morel, is een Nederlandse flamencogitarist. Hij kreeg op zijn zestiende jaar les van Paco Peña op het 7e Rencontres de la guitare in Frankrijk. Geïnspireerd door dit evenement trok hij op negentienjarige leeftijd naar Spanje waar hij twee jaar woonde en werkte. In de jaren tachtig toerde hij met de Zwitserse groep Flamencos en route door Europa. Als vast lid van de Cuadro Flamenco bespeelde hij zes jaar lang de Nederlandse theater- en concertpodia. Nadat Vaarzon Morel met zijn eigen band Chanela zijn naam als gitarist had gevestigd, werkte hij met uiteenlopende artiesten samen.
Vaarzon Morel heeft onder andere gewerkt met trompettist Eric Vloeimans, gitarist Harry Sacksioni en acteur Gijs Scholten van Aschat. Hij speelde tweemaal op het North Sea Jazz Festival. Het Jazz Orchestra of the Concertgebouw voerde een aantal malen zijn composities uit. Vaarzon Morel trad meerdere keren op in De Wereld Draait Door.
Vaarzon Morel brengt ieder jaar een nieuw programma in de schouwburg- en concertzalen. In 2010 trad hij op met een door hemzelf gecomponeerde avondvullende opera over het leven van schilder El Greco. Hierin combineerde Vaarzon Morel moderne vormen van jazz en klassieke muziek met traditionele flamencodans en -muziek. Met zanger Brownie Dutch trad hij in 2012 op met de voorstelling De Nieuwe Wereld van Don Quichot.
Vaarzon Morel is als hoofd- en bijvakdocent verbonden aan het Conservatorium van Amsterdam. 

## Discografie

### Albums
| Album met eventuele hitnotering(en) in de Nederlandse Album Top 100 | Datum van verschijnen | Datum van binnenkomst | Hoogste positie | Aantal weken | Opmerkingen |  |
| ------------------------------------------------------------------- | --------------------- | --------------------- | --------------- | ------------ | ----------- |  |
| El Aguador                                                          | 2014                  |                       |                 |              |             |  |
| El greco de tolédo                                                  | 02-03-2012            | 26-05-2012            | 91              | 1            |             |  |
| Marea                                                               | 2007                  |                       |                 |              |             |  |
| Sol y Sombra                                                        | 2002                  |                       |                 |              |             |  |
| Flamenco de hoy                                                     | 1999                  |                       |                 |              |             |  |
| Eric Vaarzon Morel and Chanela – Flamenco De Hoy                    | 1994                  |                       |                 |              |             |  |